# Terminplanung
Die Terminplanung ist im Zeitmanagement ein Teil der Ablaufplanung und befasst sich mit der Planung von Terminen und Arbeitsabläufen. Ergebnis der Terminplanung ist der Terminplan.

## Allgemeines
Termine bestimmen den Alltag sämtlicher Wirtschaftssubjekte, die zwischen internen und externen Terminen unterscheiden müssen. Externe Termine sind mit anderen Wirtschaftssubjekten vereinbart wie Fälligkeiten, Lieferfristen, Verhandlungen oder Zahlungsfristen. Termine bestehen aus einem Kalenderdatum, einer Uhrzeit sowie Anfangs- und Endtermin, die sich über einen größeren Zeitraum hinweg erstrecken können. Interne Termine gibt es als Anfangs- und Endtermin bei der Durchführung von Aufgaben, meist ohne Endtermin bei Besprechungen, Betriebsversammlungen oder Dienstgesprächen. In der Serien- und Massenfertigung kommen spezifische Methoden zum Einsatz (Scheduling), Terminermittlung ist jedoch notwendige Routine. Sie stützt sich auf Produktionsplanung und -steuerungs-Systeme (PPS), die regelmäßig eng mit der Ressourcenplanung und der Materialbereitstellungsplanung verknüpft ist. Im Dienstleistungssektor spielt die Terminplanung ebenfalls eine wichtige Rolle wie etwa bei Arztpraxen oder Krankenhäusern.
Termine sind im Privatrecht ein bestimmter Zeitpunkt, an dem etwas geschehen soll oder eine Rechtswirkung von selbst eintritt oder im Prozessrecht ein im Voraus durch das Gericht genau bestimmter Zeitpunkt für Prozesshandlungen. Wichtige Merkmale der Planung sind in der Betriebswirtschaftslehre Planungsgegenstand, Planungssubjekt, Planungsdaten und Planungszeitraum. Planungsgegenstand der Terminplanung sind die Arbeitsabläufe und feste Termine, Planungssubjekt sind die für die Terminplanung verantwortlichen Arbeitskräfte, Planungsdaten sind alle terminrelevanten Informationen und Planungszeitraum kann ein jahrelang dauerndes Projekt sein.
Muss ein Wirtschaftssubjekt mehrere Termine gleichzeitig beachten, so ist eine Terminplanung hilfreich. Die Terminplanung stellt eine zentrale Teilaufgabe der Unternehmensplanung dar. Sie ist ein wesentlicher Teil der Arbeitsvorbereitung und zielt darauf ab, den Arbeitsablauf zeitlich zu planen. Sie hat zum Ziel, mehrere Termine derart zu koordinieren, dass sie nicht miteinander kollidieren. Dabei sind etwaige unerwartete Terminverzögerungen einzuplanen, sodass die Terminfolge nicht gestört wird und während eines Termins kein Zeitdruck entsteht.

## Organisatorischer Ablauf
Umfassende Terminplanung erfordert insbesondere die Bauwirtschaft, der Schiffbau und der Anlagenbau, die deshalb exemplarisch für alle Wirtschaftszweige untersucht werden. Ausgangspunkt einer Terminplanung ist der einzelne Arbeitsvorgang, dessen benötigte Zeit bis zu seiner Fertigstellung ist die Vorgangsdauer. Ohne Vorgangsdauer ist der Meilenstein wie etwa die Fertigstellung des Rohbaus oder die Bauabnahme. Die organisatorischen, physischen oder technischen Abhängigkeiten zwischen den einzelnen Arbeitsvorgängen sind durch die Ablaufplanung zu berücksichtigen. Vorgangsdauer und Ablaufplanung ergeben zusammen die Terminplanung. Dabei sind Folgeabhängigkeiten zu berücksichtigen, denn ein Vorgang B kann erst beginnen und damit Teil des Terminplans werden, wenn Vorgang A abgeschlossen ist. Zudem gibt es Produktionsprozesse, bei denen Arbeitsvorgänge nicht nacheinander, sondern überlappend oder parallel zueinander angeordnet sind.

## Arten
Unterschieden wird im Hinblick auf den Zweck der Terminplanung zwischen produktionsorientierter und projektorientierter Terminplanung. Die projektorientierte Terminplanung zielt auf die Koordination aller am Projekt Beteiligten ab, produktionsorientierte dagegen berücksichtigt bei gegebenen Durchlaufzeiten die Kapazitätsplanung, den Personaleinsatz (Personaleinsatzplanung) und den Einsatz von Fertigungsmaterial.

### Kapazitäts- oder Ressourcenplanung
Die Kapazitäts- oder Ressourcenplanung hängt eng mit der Terminplanung zusammen, da eine Verkürzung der Projektzeit in der Regel nur erreichbar ist, falls die Kapazitäten oder Ressourcen ausreichend erhöht werden. Zu unterscheiden sind folgende Kapazitäten (Ressourcen):
- Kapazitäten des gewerblichen Personals einschließlich von Subunternehmern,
- Gerätekapazitäten,
- Materialkapazitäten,
- Kapazitäten bei der Planung und der Projektleitung sowie
- finanziellen Ressourcen (Bürgschaften, Zwischenkredite oder von Barmitteln).

Aus dem Terminplan können direkt Histogramme und Ganglinien für die einzelnen Ressourcen abgeleitet werden.

### Vorwärts- oder Rückwärtsterminierung
Außerdem gibt es die Vorwärts- (progressiv) oder Rückwärtsterminierung (retrograd) je nachdem, ob der früheste Anfangstermin oder der bekannte Endtermin festgelegt sind. Die retrograde Terminierung geht vom festgelegten Endtermin aus und rechnet sämtliche Termine und ihre Vorgangsdauer zurück, um auf diese Weise auf den Anfangstermin zurück schließen zu können.

## Phasen
Bei größeren Bauablaufplänen ist die Strukturierung des Projektes (Projektstrukturplan) und damit die Festlegung der zu planenden Vorgänge sorgfältig durchzuführen. Ziel ist, in einer hierarchischen Struktur alle maßgeblichen Vorgänge zu erfassen und sich gleichzeitig so zu beschränken, dass nur die projektrelevanten Vorgänge aufgeführt werden. Diese Aufgabe wird häufig auch Arbeitspaketzerlegung (WBS, Work Breakdown Structure) genannt, in der das Projekt bis herunter in die relevanten Einzelaufgaben strukturiert wird.
Die Terminplanung wird bei größeren Projekten in mehreren Phasen durchgeführt. Im Bauwesen werden drei Phasen unterschieden:

### Rahmen- oder Grobterminplanung
Die Rahmen- oder Grobterminplanung dient der generellen Projektplanung. Die umfasst relativ wenige, aber übergeordnete Vorgänge (meistens 20 bis 50). Die Zeitdimension sind Monate oder Quartale.

### Koordinations- oder Steuerungsterminplanung
Der Begriff Koordinationsterminplanung wird in der Regel von Bauunternehmern, der Begriff Steuerungsterminplanung von Projektsteuerern verwendet. Diese Planungsstufe umfasst mehrere Hundert bis mehrere Tausend Vorgänge. Die Koordinations- oder Steuerungsterminpläne umfassen detailliert die Planung (Planung der Planung) und/oder die Bauausführung. Die Zeitdimension sind Tage.

### Feinterminplanung
Die Feinterminplanung umfasst die Planung von Projektteilbereichen. Sie umfasst selten mehr als 100 Vorgänge. Die Zeitdimension sind Tage oder Stunden. Typische Beispiel sind die Taktplanung, die Wochen- oder Zweiwochenplanung für die Meister und Poliere, die Planung für besonders kritische Abläufe oder die Planung für die Kompensation von Terminverzügen.
Außerhalb des Bauwesens wird häufig unterschieden nach
- Projekt-Terminplanung: Der Begriff „Projekt“ wird hierbei im Sinne eines noch nicht vorliegendes Auftrages verwendet. Der Projekt-Terminplanung dient dabei zur Darstellung einer potentiellen zeitlichen Abarbeitung, bevor noch eine Aufgabenstellung eines Kunden zum Auftrag wird,
- Auftrags-Terminplanung: Für einen Auftrag eines Kunden, sie beginnt nach dem Vertragsabschluss.

## Arbeitsmittel für die Terminplanung
Als Arbeitsmittel stehen der Terminplanung Organizer, Terminkalender oder Kalenderprogramme (etwa Microsoft Project) zur Verfügung. In sie sind die vorhandenen Terminvorgaben und sonstigen terminrelevanten Arbeitsvorgänge einzutragen und zu aktualisieren.
Generell kann jede Terminplanung, sowohl jede Methode als auch jede Darstellung, manuell durchgeführt werden. Dies kann auch heute noch angebracht sein, wenn zum Beispiel ein Rechner mit einer installierten Terminplanungssoftware nicht zur Verfügung steht.
Die EDV-gestützte Terminplanung bedient sich prinzipiell unterschiedlicher Werkzeuge:
- CAD-Programme, die hierfür als reine Zeichenprogramme verwendet werden. Die Vorteile im Vergleich zu einer traditionellen Darstellung von Stift und Papier sind unter anderem die schnelle Änderungsmöglichkeit und die hohe Qualität der Darstellung.
- Standardsoftware für Büroanwendungen (Office-Pakete) mit Tabellenkalkulation und Präsentationen sind zwar nicht für eine professionelle Terminplanung konzipiert, werden jedoch trotzdem vielfach zur Terminplanung eingesetzt. Bei diesen Programmen fehlen viele Funktionalitäten, die dezidierte Terminplanungsprogramme zur Verfügung stellen und somit das Arbeiten wesentlich erleichtern. Ein Nachteil ist zum Beispiel, dass ein Termincontrolling durch eine solche Software nicht unterstützt wird.
- Dezidierte Projektmanagement-Softwarepakete
  - Kostenpflichtige, zu lizenzierende Software
  - Freie Projektmanagement-Software
- Für spezielle Anwendungen werden verwendet:
  - Grafik-Pakete zur verbesserten Visualisierung von Daten
  - Zeitmanagement-Programme,
  - Terminplanung für Arztpraxen, Gemeinschaftspraxen sowie Krankenhäuser
  - Terminplanung für Krankenhäuser, Fach- und Rehabilitationskliniken sowie Medizinische Versorgungszentren (MVZ) mit integrierten Medizinischen Pfaden für interprofessionelle, interdisziplinäre und intersektorale Behandlungsplanung, Case- und Ressourcenmanagement.

## Darstellung
Darstellungsarten gemäß DIN 69900 sind Balkenplan, Liniendiagramm, Netzplan und die Terminliste. Die Terminplanung sollte Pufferzeiten beinhalten, die unerwartete Zeitverzögerungen (englisch job stopper) berücksichtigen und somit den Endfertigstellungstermin nicht gefährden.

### Terminliste
Mit einer Terminliste werden einzelne Teilleistungen mit den Anfangs- und Endterminen chronologisch erfasst. In der Terminliste werden die Vorgänge mit den geplanten Terminen tabellarisch geordnet. Die Terminliste ist übersichtlich und hat den Vorteil, dass diese auf einem DIN-A4-Blatt ausgedruckt und leicht per Fax versandt werden kann. Sie wird außerdem für die Meldung von Ist-Terminen im Rahmen des Termincontrolling verwendet.

### Balkenplan
Der am weitesten verbreitete Balkenplan (auch Gantt-Diagramm genannt) enthält auf einer Zeitachse die benötigten Zeiteinheiten und auf der Ordinate die zugehörige Tätigkeit und weist durch eine zeitproportionale Darstellung große Übersichtlichkeit auf. Beim Balkenplan werden die Vorgänge in einer Spalte übereinander geschrieben. Die Vorgangsdauern werden maßstabsgetreu durch einen Balken repräsentiert, die entlang der horizontal aufgetragenen Zeitachse positioniert werden. Die Vorgänge werden meistens so sortiert, dass oben die Vorgänge stehen, die früh und unten jene, die spät beginnen. Dadurch wird der Balkenplan sehr übersichtlich. Er stellt die am häufigsten verwendete Darstellung dar und zeichnet sich durch eine gute Übersichtlichkeit aus.
Im Balkenplan werden im Rahmen eines einfachen Termincontrollings häufig durch eine vertikale Linie (Faden mit Lot) der Ist-Zeitpunkt und innerhalb des Balkens durch Markierungen der erzielte Fortschritt dargestellt.

### Weg-Zeit- oder Liniendiagramm
Ein Weg-Zeit- oder Liniendiagramm ist eine spezielle Darstellung des Bauablaufs bei Linienbaustellen (z. B. Straßen, Tunnel, Kanalbau, Rohrleitungsbau). Auf der Abszisse werden die Stationen der Baustelle aufgetragen. Die Zeitachse verläuft nach unten. Durch eine Linie wird der Lauf einzelner Arbeits- und Gerätegruppen dargestellt. Die Linie repräsentiert somit die Geschwindigkeit, mit der sich die Maschinen- oder Arbeitsgruppe entlang der Baustelle vorarbeitet. Schwach geneigte Linien zeigen dabei eine hohe Geschwindigkeit an, stark geneigte dagegen eine geringe Geschwindigkeiten.

### Netzplan
Der Netzplan verknüpft Arbeitsvorgänge durch Ablaufbeziehungen. Bei der Netzplantechnik werden bei der
- Vorwärtsterminierung die frühesten Termine und bei der
- Rückwärtsterminierung die spätesten Termine berechnet.

Aus den spätesten und frühesten Terminen erfolgt die kritische Pfadberechnung. Diese geben an, inwieweit Vorgänge verschoben werden können, ohne die früheste Lage von nachfolgenden Vorgängen oder die geplante Fertigstellung des gesamten Projektes zu beeinträchtigen. Die Netzplantechnik ist für sehr komplexe Projekte, z. B. Mondlandung, geeignet.

## Methoden und Vorgehen
Zu unterscheiden sind heuristische und mathematisch analytische Methoden. Bei den heuristischen Methoden werden nach Erfahrungen die Vorgänge so angeordnet, dass ein plausibler Ablaufplan entsteht. Typischer Vertreter ist der Balkenplan. Die Netzplantechnik repräsentiert die mathematisch analytische Methode. Ihr liegt ein mathematisch-analytisches Verfahren auf der Basis der Graphentheorie zu Grunde.
Die Rahmen- oder Grobterminplanung ist Teil einer Projektentwicklung (Festlegen des Projektziels) und ist somit parallel zur kaufmännischen (Finanzrahmen), technischen, juristischen und ökologischen Projektdefinition vorzunehmen.
Der Koordinationsterminplan wird vom Auftragnehmer (Bauunternehmen) nach Auftragserteilung erstellt. Der Auftraggeber (Bauherr) ist gut beraten, zur Verfolgung des Baufortschrittes einen ähnlich detaillierten Terminplan selbst aufzustellen. Da er fachlich dazu häufig nicht in der Lage ist, wird er hiermit einen Projektsteuerer beauftragen.
Feinterminpläne werden erstellt zur
- Taktplanung
- Planung besonders kritischer Projektphasen (z. B. Ausbau einer alten Brücke und Einheben eines Neubaus über eine Autobahn mit Teilsperrung am Wochenende)
- Wochenplanung für Poliere und
- Planung um Terminverzüge innerhalb eines begrenzten Zeitraums einzuholen.

## Terminkontrolle und Terminüberwachung
Bereits Erich Gutenberg wies 1958 darauf hin, dass Terminplanung und Terminkontrolle in den einzelnen Wirtschaftszweigen nach Maßgabe der angewandten Fertigungsverfahren unterschiedlich organisiert werden müssen. Bei der Fließfertigung ist die Terminplanung im Wesentlichen Arbeitstaktplanung, bei der Großserienfertigung kann die Terminplanung weitgehend standardisiert werden. Die Terminkontrolle ist eine der drei Grundlagen (Termin-, Kosten- und Qualitätskontrolle) für die Steuerung der Produktion oder eines Projekts. Nicht sicher feststehende Termine (wie etwa vertraglich vereinbarte Lieferfristen) gehen in die Terminplanung als „Soll-Termin“ ein, an welchem ein bestimmter Arbeitsvorgang erledigt sein soll, damit ein hieran anschließender beginnen kann. Die tatsächliche Erledigung ist der „Ist-Termin“; Verspätungen entstehen, wenn die „Ist-Termine“ nach den „Soll-Terminen“ liegen. Dabei soll die Terminkontrolle sicherstellen, dass keine Verspätungen auftreten.
Termincontrolling
Das Termincontrolling stellt einen sich wiederholt in gleicher Weise ablaufenden Prozess im Sinne eines kybernetischen Regelkreises dar. Dieser besteht aus folgenden Teilschritten:
- Erstellung einer Terminplanung, welche den geplanten Projekt-Ablauf als Soll (Bausoll, englisch baseline) definiert.
- Erfassung des tatsächlichen Projektzustandes (Bauist, englisch actual) zu einem festgelegten Termin.
- Eventuell Erfassung von Terminrisiken als Prozentzahl und/oder als Beampelung für Ist-Stand und Prognose.
- Durchführung einer Abweichungsanalyse, in der festgestellt wird, wo relevante Differenzen zwischen Soll und Ist vorliegen. In der Regel finden sich zahlreiche kleine Soll-Ist-Abweichungen, die aber nicht von Bedeutung sind. Das Ergebnis der Abweichungsanalyse wird regelmäßig in einem Fortschrittsbericht (englisch progress report) dokumentiert.
- Der Termincontroller legt danach mit der Projektleitung fest, welche Steuerungsmaßnahmen ergriffen werden sollen, um die relevanten Abweichungen zu kompensieren. Dabei muss zuerst unterschieden werden, wer für die Abweichungen verantwortlich ist: Auftraggeber oder Unternehmer. Es können auch sogenannte „neutrale“ Abweichungen vorliegen. Im Bauwesen können neutrale Abweichungen zum Beispiel Streik oder außergewöhnliche Wetterverhältnisse sein, mit denen der Auftragnehmer bei Vertragsabschluss nicht rechnen musste. In solch einem Fall ist regelmäßig vertraglich festgelegt, dass die Bauzeit verlängert wird. Maßnahmen zur Kompensation von Terminverzügen können zum Beispiel sein: Erhöhung der Personal- und/oder der Gerätekapazität, Überstunden und Wochenendarbeit, andere Bauverfahren (zum Beispiel Fertigteile statt Ortbeton) oder Einsatz von Subunternehmern. Gerät das Termincontrolling aufgrund zu umständlicher Verfahrungen bei der Abstimmung von Steuerungsmaßnahmen selbst in Terminverzug, kann dies Folgeschäden verursachen, für die das Controlling eventuell haftet.
- Gegebenenfalls muss der Terminplan (Bausoll) angepasst werden.

Durch die Projektleitung ist zu Beginn des Projektes festzulegen, in welchem Rhythmus der Termincontrolling-Prozess durchgeführt wird, zum Beispiel wöchentlich, monatlich oder quartalsweise. Der Rhythmus orientiert sich dabei insbesondere an der gesamten Projektlaufzeit und der Projektgröße. Bei kurz laufenden und kleinen Projekten kann das Controlling wöchentlich durchgeführt werden. Projekte, die über mehrere Jahre laufen und sehr groß sind (zum Beispiel Planung und Bau eines Kraftwerkes) kann möglicherweise ein quartalsweiser Rhythmus festgelegt werden. Bei typischen Bauprojekten sollte das Controlling alle zwei Wochen oder spätestens monatlich durchgeführt werden. Nur wenn die Controllingabstände im Vergleich zur Gesamtprojektzeit ausreichend kurz sind, kann Terminabweichungen mit vertretbarem Aufwand gegengesteuert werden.
Wichtig ist auch die Festlegung im Projekt, wer bei festgestellten Abweichungen welche Vollmachten hat, gegenüber den Verursachern von Terminabweichungen Sanktionen anzudrohen und gegebenenfalls auch zu veranlassen, zum Beispiel Vertragskündigung.
Ein Sonderfall des Termincontrolling stellt das Expediting dar.

## Zweck
Die Terminplanung dient außer als Planungsinstrument auch der Steuerung, Kontrolle, Überwachung und Dokumentation des Arbeitsablaufs. Sie soll gewährleisten, dass in Zukunft liegende interne und externe Termine rechtzeitig erkannt und eingehalten werden. Dies fördert bei anderen Wirtschaftssubjekten den Eindruck der Pünktlichkeit und Zuverlässigkeit und trägt zur Erfüllung des Rechtsgrundsatzes „Verträge sind einzuhalten“ (lateinisch pacta sunt servanda) bei. In polychronen Kulturen kommt der Pünktlichkeit eine nur untergeordnete Rolle zu, Termine oder Terminpläne haben keine Bedeutung.